# Неосяжна блакить
Неосяжна блакить (яп. ぐらんぶる, Ґуран:буру, Grand Blue) — серія манґи, написана Кенджі Іноуе з ілюстраціями Кімітаке Йошіоки. Вона серіалізується в сейнен-журналі «Good! Afternoon» видавництва Kodansha з квітня 2014 року. Аніме-серіал виробництва Zero-G транслювався з липня по вересень 2018 року в програмному блоці Animeism на телеканалі MBS. Екранізація у форматі ігрового фільму вийшла в серпні 2020 року. Прем'єра другого сезону аніме від Zero-G та Liber відбулась у липні 2025 року.

## Сюжет
Іорі Кітахара з нетерпінням очікує на своє нове життя на півострові Ідзу, готуючись розпочати там своє студентське життя, оселившись у кімнаті над дайвінг-магазином свого дядька «Grand Blue». Однак, він швидко шокований, зустрівши місцевий дайвінг-клуб — групу м’язистих чоловіків, які проводять більше часу за пиятиками, вечірками та роздяганням, ніж за фактичним дайвінгом. Попри його спроби відсторонитися від групи, Іорі швидко втягується в їхні витівки, тоді як його кузини намагаються показати йому дива занурення в океан та море.

## Персонажі
Іорі Кітахара (яп. 北原 伊織, Кітахара Іорі)
Чіса Котегава (яп. 古手川 千紗, Котегава Чіса)
Кохей Імамура (яп. 今村 耕平, Імамура Ко:хей)
Шінджі Токіта (яп. 時田 信治, Токіта Шінджі)
Рюджіро Котобукі (яп. 寿 竜次郎, Котобукі Рю:джіро:)
Адзуса Хамаока (яп. 浜岡 梓, Хамаока Адзуса)
Айна Йошівара (яп. 吉原 愛菜, Йошівара Айна)
Нанака Котегава (яп. 古手川 奈々華, Котегава Нанака)

## Медіа

### Манґа
Написана Кенджі Іноуе та проілюстрована Кімітаке Йошіокою, манґа Grand Blue почала виходити в сейнен-журналі Good! Afternoon видавництва Kodansha 7 квітня 2014 року. Перший танкобон вийшов 7 листопада 2014. Станом на травень 2025 вийшло 24 танкобони. Також манґу англійською у цифровому вигляді публікує Kodansha Comics.
У 2025 році MAL'OPUS анонсували вихід перших двох томів у жовтні того ж року.

#### Список томів
| №  | Японською         | Японською              | Українською        | Українською            |
| №  | Дата виходу       | ISBN                   | Дата виходу        | ISBN                   |
| -- | ----------------- | ---------------------- | ------------------ | ---------------------- |
| 1  | 7 листопада 2014  | ISBN 978-4-06-387990-2 | осінь 2025 (анонс) | ISBN 978-617-8168-67-4 |
| 2  | 5 грудня 2014     | ISBN 978-4-06-388018-2 | осінь 2025 (анонс) | ISBN 978-617-8168-67-4 |
| 3  | 7 квітня 2015     | ISBN 978-4-06-388053-3 | —                  | —                      |
| 4  | 7 грудня 2015     | ISBN 978-4-06-388081-6 | —                  | —                      |
| 5  | 5 лютого 2016     | ISBN 978-4-06-388115-8 | —                  | —                      |
| 6  | 8 серпня 2016     | ISBN 978-4-06-388164-6 | —                  | —                      |
| 7  | 7 грудня 2016     | ISBN 978-4-06-388220-9 | —                  | —                      |
| 8  | 7 квітня 2017     | ISBN 978-4-06-388249-0 | —                  | —                      |
| 9  | 6 жовтня 2017     | ISBN 978-4-06-388290-2 | —                  | —                      |
| 10 | 7 березня 2018    | ISBN 978-4-06-511096-6 | —                  | —                      |
| 11 | 6 липня 2018      | ISBN 978-4-06-511979-2 | —                  | —                      |
| 12 | 22 листопада 2018 | ISBN 978-4-06-513447-4 | —                  | —                      |
| 13 | 5 липня 2019      | ISBN 978-4-06-516238-5 | —                  | —                      |
| 14 | 22 листопада 2019 | ISBN 978-4-06-517557-6 | —                  | —                      |
| 15 | 22 травня 2020    | ISBN 978-4-06-519480-5 | —                  | —                      |
| 16 | 20 листопада 2020 | ISBN 978-4-06-521417-6 | —                  | —                      |
| 17 | 5 серпня 2021     | ISBN 978-4-06-524292-6 | —                  | —                      |
| 18 | 7 березня 2022    | ISBN 978-4-06-527041-7 | —                  | —                      |
| 19 | 5 серпня 2022     | ISBN 978-4-06-528768-2 | —                  | —                      |
| 20 | 6 квітня 2023     | ISBN 978-4-06-531329-9 | —                  | —                      |
| 21 | 5 жовтня 2023     | ISBN 978-4-06-533089-0 | —                  | —                      |
| 22 | 5 квітня 2024     | ISBN 978-4-06-535017-1 | —                  | —                      |
| 23 | 7 жовтня 2024     | ISBN 978-4-06-537098-8 | —                  | —                      |
| 24 | 7 квітня 2025     | ISBN 978-4-06-538970-6 | —                  | —                      |

### Аніме
Про виробництво аніме-серіалу було оголошено в березні 2018 року. Режисером та сценаристом серіалу є Шінджі Такамацу, який також займається звуковим супроводом, анімацію створила студія Zero-G, а дизайн персонажів розробив Хідеокі Кусама. Серіал складався з 12 епізодів, які транслювалися з 14 липня по 29 вересня 2018 року в програмному блоці Animeism на станціях-філіях JNN, включаючи MBS, TBS та BS-TBS, а також на AT-X. Вступною темою була пісня «Grand Blue» у виконанні Shōnan no Kaze, тоді як завершальною темою стала «Konpeki no al Fine» (яп. 紺碧のアル・フィーネ) у виконанні Izu no Kaze (групи, до якої входять Юма Учіда, Рьохей Кімура, Хірокі Ясумото та Кацуюкі Коніші). Перший сезон транслювався ексклюзивно на Amazon Video по всьому світу.
У вересні 2024 року було анонсовано другий сезон, в якому Такамацу повернеться як режисер та сценарист, а студія Liber приєднається до Zero-G як студії анімації. Прем'єра відбулась 8 липня 2025 року на Tokyo MX та BS11, а також транслюватиметься на MBS. Вступною темою стане пісня «Seishun Towa» (яп. 青春永遠, «Вічна молодість») у виконанні Shōnan no Kaze.

### Фільм
Екранізація у форматі ігрового фільму була анонсована в листопаді 2019 року. Режисером став Цутому Ханабуса, і спочатку прем'єра була запланована на 29 травня 2020 року; однак її перенесли на 7 серпня того ж року через пандемію COVID-19. SAF Movie Reviews оцінили його на 75 зі 100 і похвалили фільм як сюрреалістичну комедію для підняття настрою.

## Сприйняття
До квітня 2023 року тираж серії манґи перевищив 8 мільйонів копій.

## Нотатки
1. ↑  Томи виходять у форматі омнібусів, тобто один ліцензійний том містить два томи оригінального твору.
2. ↑  MBS вказав прем'єру серіалу 13 липня о 26:25, тобто фактично 14 липня о 2:25 ночі за японським часом[33].
3. ↑  Tokyo MX вказує прем'єру серіалу 7 липня о 24:30, що фактично означає 8 липня о 0:30 ночі за японським часом[36].